# Jan Hochscheidt
Jan Hochscheidt (ur. 4 października 1987 w Trewirze) – niemiecki piłkarz występujący na pozycji pomocnika. Obecnie jest zawodnikiem Eintrachtu Brunszwik.

## Kariera juniorska
W wieku juniorskim Hochscheidt grał w klubie Hertha Zehlendorf, a następnie w 1. FC Union Berlin. W 2004 roku został pozyskany przez Energie Cottbus.

## Kariera seniorska
Od 2006 roku Hochscheidt grał w rezerwach klubu z Chociebuża. W pierwszym sezonie wywalczył z drużyną awans do Regionalligi, a następnie zajął w niej czternaste miejsce. W 2008 roku przeniósł się do Erzgebirge Aue, by po dwóch sezonach świętować awans do 2. Bundesligi. W pierwszym sezonie na boiskach zaplecza niemieckiej ekstraklasy zajął z klubem piątą pozycję w tabeli. Następne dwa sezony nie były już tak udane dla klubu z Aue, który dwukrotnie do ostatniej kolejki musiał walczyć o utrzymanie bez konieczności gry w barażach. Ostatecznie przy wydatnej pomocy Hochscheidta udało się ten cel zrealizować. W sezonie 2012/2013 w meczu ostatniej kolejki przeciwko SV Sandhausen to właśnie urodzony w Trewirze pomocnik zdobył zwycięską bramkę. Ogółem w całych rozgrywkach zanotował on 10 trafień oraz 9 asyst.
30 maja 2013 Hochscheidt podpisał trzyletni kontrakt z beniaminkiem 1. Bundesligi Eintrachtem Brunszwik.
| Sezon   | Klub                | Kraj   | Rozgrywki     | Mecze | Bramki |
| ------- | ------------------- | ------ | ------------- | ----- | ------ |
| 2006/07 | Energie II Cottbus  | Niemcy | Oberliga      | 18    | 2      |
| 2007/08 | Energie II Cottbus  | Niemcy | Regionalliga  | 24    | 3      |
| 2008/09 | Erzgebirge Aue      | Niemcy | 3. Liga       | 35    | 1      |
| 2009/10 | Erzgebirge Aue      | Niemcy | 3. Liga       | 33    | 4      |
| 2010/11 | Erzgebirge Aue      | Niemcy | 2. Bundesliga | 31    | 5      |
| 2011/12 | Erzgebirge Aue      | Niemcy | 2. Bundesliga | 33    | 6      |
| 2012/13 | Erzgebirge Aue      | Niemcy | 2. Bundesliga | 32    | 10     |
| 2013/14 | Eintracht Brunszwik | Niemcy | 1. Bundesliga | 20    | 4      |
| 2014/15 | Eintracht Brunszwik | Niemcy | 2. Bundesliga | 18    | 2      |
| 2015/16 | Eintracht Brunszwik | Niemcy | 2. Bundesliga | 29    | 3      |
| 2016/17 | Eintracht Brunszwik | Niemcy | 2. Bundesliga | 5     | 0      |

Stan na 8 lutego 2017.